# Accipiter fasciatus
El azor australiano (Accipiter fasciatus) es una especie de ave accipitriforme de la familia Accipitridae autóctona de las islas Menores de la Sonda, Nueva Guinea, Australia, Nueva Caledonia y otras islas del Pacífico occidental.

## Subespecies
Se conocen 11 subespecies de Accipiter fasciatus :
- Accipiter fasciatus natalis - Islas Christmas (Océano Índico).
- Accipiter fasciatus tjendanae - Sumba (Islas Menores de la Sonda).
- Accipiter fasciatus wallacii - Lombok, Sumbawa, Flores e islas adyacentes.
- Accipiter fasciatus stresemanni - islas de Tanahjampea, Kalao, Bonerate, Kalaotoa, Madu y Tukanbesi.
- Accipiter fasciatus hellmayri - islas de Timor, Alor, Semau y Roti.
- Accipiter fasciatus savu - Sawu (islas Menores de la Sonda).
- Accipiter fasciatus polycryptus - este de Nueva Guinea.
- Accipiter fasciatus dogwa - sur de Nueva Guinea.
- Accipiter fasciatus didimus - Buru (sur de Molucas) y norte de Australia.
- Accipiter fasciatus fasciatus - Australia, Tasmania, islas Salomón (Rennell, Bellona) y Timor.
- Accipiter fasciatus vigilax - Nueva Caledonia, islas Loyalty y Vanuatu.